# 索马里兰独立问题
索马里兰独立问题是指索马里兰從索馬里獨立以及獨立後為了固守獨立狀態、拒絕與索馬里合併以及追求國際社會承認的情況。索馬利蘭主張原英屬索馬里蘭的全部領土，但未能控制其東部地區，和邦特蘭等自治政權存在爭端。目前索馬利蘭共和國未被國際社會承認為國家，僅獲得中華民國（臺灣）之非正式承認。

## 歷史
1960年6月26日，英屬索馬利蘭宣佈独立，並且成立索馬利蘭國。
此後全球有35个国家承認索馬利蘭國 ，其中就包括中华人民共和国、埃及、埃塞俄比亚、法国、加纳、以色列、利比亚和苏联。美国国务卿克里斯蒂安·赫特以及英國女王伊丽莎白二世发来贺电。英国于1960年6月26日在哈尔格萨与索马里兰國签署了多项双边协议。
1960年7月1日，索馬里蘭國與前義屬索馬利蘭託管領土合併成立索马里共和国。索马里兰国使用的国旗也成为统一后的索马里国旗。
1961年7月20日，索马里全國通过公民投票批准了1960年起草的新宪法。然而索马里兰人民在投票時認為该宪法不公平，超过60%的索马里兰人民在公投時投了反对票，有前索馬里蘭军官试图發動起事讓索馬里蘭獨立（1961年索馬里蘭騷亂），但此次起事最終失败。1962年10月，索马里中央政府中来自索马里兰的部长宣布辞职，来自索马里兰的的议员也退出议会。1981年，索马里兰出现学生示威游行，同年，主要由伊萨克族组成的反政府的索马里民族运动在伦敦成立，其目标就是推翻索馬里的穆罕默德·西亚德·巴雷政权争取索马里兰独立。
1988年，索馬里政府军与伊萨克族反政府武装爆发衝突，冲突至少造成2万索马里兰居民丧生。1991年1月，西亚德·巴雷的索馬里民主共和國政权被推翻，索馬里內戰爆發，索马里民族运动趁机控制索马里兰。同年4月，索马里民族运动决定退出与索马里其他地区的合并，恢復獨立。1991年5月18日，伊萨克族等部族的17位苏丹聯合发表索马里兰独立宣言，自行宣告從索馬里獨立，成立索马里兰共和国，並主張原英屬索馬里蘭的全部領土 ，但其独立主张一直没有得到索马里政府承认。此後国际社会仍普遍认为索马里兰为索马里的一部分。不過索马里兰政府與鄰國埃塞俄比亞關係密切，還建立了台灣代表處（見中華民國—索馬利蘭關係），同時联合国、阿拉伯国家联盟、欧盟等组织以及英国、美国等国家也與其保持非正式的外交联系渠道。

## 索马里兰立宪公投
2001年5月31日，索馬里蘭舉行宪法草案全民公投，該憲法再度申明索马里兰的獨立地位，即索马里兰是一個主权独立的国家，但公投遭到索马里联邦政府的反对，而且此次公投也沒有获得任何國家的承认。